# Okręg wyborczy nr 55 do Sejmu Polskiej Rzeczypospolitej Ludowej (1989–1991)
Okręg wyborczy nr 55 do Sejmu Polskiej Rzeczypospolitej Ludowej (1989–1991) obejmował Lublin oraz gminy Fajsławice, Głusk, Jabłonna, Jastków, Konopnica, Krzczonów, Mełgiew, Piaski, Rybczewice, Świdnik i Wólka (województwo lubelskie). W ówczesnym kształcie został utworzony w 1989. Wybieranych było w nim 5 posłów w systemie większościowym.
Siedzibą okręgowej komisji wyborczej był Lublin.

## Wybory parlamentarne 1989

### Mandat nr 216 –Polska Zjednoczona Partia Robotnicza
| Kandydat | I tura | I tura | II tura | II tura |
| Kandydat | Głosów | %      | Głosów  | %       |
| --- | ------ | ------ | ------- | ------- |
| Izabella Sierakowska                                                                                           | 39 381 | 21,26  | 34 382  | 44,59   |
| Witold Chemperek                                                                                               | 20 923 | 11,30  | 21 216  | 27,51   |
| Władysław Główczyk                                                                                             | 12 158 | 6,56   | —       | —       |
| Ryszard Bączek                                                                                                 | 10 007 | 5,40   | —       | —       |
| Albert Czajka                                                                                                  | 5672   | 3,06   | —       | —       |
| Liczba głosów ważnych: 185 226 (I tura) • 77 114 (II tura) Źródło: Państwowa Komisja Wyborcza I tura i II tura |        |        |         |         |

### Mandat nr 217 –Zjednoczone Stronnictwo Ludowe
| Kandydat                                                          | Głosów  | %     |
| ----------------------------------------------------------------- | ------- | ----- |
| Teresa Liszcz                                                     | 110 433 | 58,95 |
| Józef Ziemba                                                      | 12 362  | 6,60  |
| Jan Jachymek                                                      | 12 093  | 6,46  |
| Zdzisław Podkański                                                | 9549    | 5,10  |
| Ignacy Jędryczek                                                  | 3961    | 2,11  |
| Liczba głosów ważnych: 187 335 Źródło: Państwowa Komisja Wyborcza |         |       |

### Mandat nr 218 –Stronnictwo Demokratyczne
| Kandydat | I tura | I tura | II tura | II tura |
| Kandydat | Głosów | %      | Głosów  | %       |
| --- | ------ | ------ | ------- | ------- |
| Kazimierz Czerwiński                                                                                           | 75 083 | 39,71  | 49 620  | 64,27   |
| Kazimierz Pietroń                                                                                              | 30 668 | 16,22  | 21 167  | 27,42   |
| Józef Juszczyński                                                                                              | 24 480 | 12,95  | —       | —       |
| Liczba głosów ważnych: 189 063 (I tura) • 77 208 (II tura) Źródło: Państwowa Komisja Wyborcza I tura i II tura |        |        |         |         |

### Mandat nr 219 –Stowarzyszenie „Pax”
| Kandydat | I tura | I tura | II tura | II tura |
| Kandydat | Głosów | %      | Głosów  | %       |
| --- | ------ | ------ | ------- | ------- |
| Czesław Dąbrowski                                                                                              | 39 469 | 20,88  | 26 409  | 34,18   |
| Bonawentura Ziemba                                                                                             | 34 960 | 18,49  | 28 124  | 36,40   |
| Liczba głosów ważnych: 189 043 (I tura) • 77 254 (II tura) Źródło: Państwowa Komisja Wyborcza I tura i II tura |        |        |         |         |

### Mandat nr 220 – bezpartyjny
| Kandydat                                                          | Głosów  | %     |
| ----------------------------------------------------------------- | ------- | ----- |
| Tadeusz Mańka                                                     | 114 871 | 65,03 |
| Ryszard Bender                                                    | 27 179  | 15,39 |
| Dariusz Wójcik                                                    | 8956    | 5,07  |
| Zofia Opalińska                                                   | 5640    | 3,19  |
| Zbigniew Żurawski                                                 | 5466    | 3,10  |
| Józef Szymański                                                   | 3038    | 1,72  |
| Piotr Gąsławski                                                   | 2535    | 1,44  |
| Adam Wierzbicki                                                   | 1141    | 0,65  |
| Henryk Pająk                                                      | 1089    | 0,62  |
| Liczba głosów ważnych: 176 634 Źródło: Państwowa Komisja Wyborcza |         |       |